# Neochera tennimargo
Neochera tennimargo är en fjärilsart som beskrevs av Rothschild 1896. Neochera tennimargo ingår i släktet Neochera och familjen nattflyn. Inga underarter finns listade i Catalogue of Life.